# 潘家峪惨案遗址
潘家峪惨案遗址，位于中国河北省唐山市丰润区潘家峪，1982年7月23日公布为河北省文物保护单位，2006年5月25日公布为第六批全国重点文物保护单位。
潘家峪惨案是1941年1月25日，日军在丰润县潘家峪村实施的屠杀罪行。